# Programme d'appui stratégique à la recherche scientifique
 (octobre 2024).
La mise en forme du texte ne suit pas les recommandations de Wikipédia : il faut le « wikifier ».
Les points d'amélioration suivants sont les cas les plus fréquents :
- Les titres sont pré-formatés par le logiciel. Ils ne sont ni en capitales, ni en gras.
- Le texte ne doit pas être écrit en capitales (les noms de famille non plus), ni en gras, ni en italique, ni en « petit »…
- Le gras n'est utilisé que pour surligner le titre de l'article dans l'introduction, une seule fois.
- L'italique est rarement utilisé : mots en langue étrangère, titres d'œuvres, noms de bateaux, etc.
- Les citations ne sont pas en italique mais en corps de texte normal. Elles sont entourées par des guillemets français : « et ».
- Les listes à puces sont à éviter, des paragraphes rédigés étant largement préférés. Les tableaux sont à réserver à la présentation de données structurées (résultats, etc.).
- Les appels de note de bas de page (petits chiffres en exposant, introduits par l'outil «  Source ») sont à placer entre la fin de phrase et le point final[comme ça].
- Les liens internes (vers d'autres articles de Wikipédia) sont à choisir avec parcimonie. Créez des liens vers des articles approfondissant le sujet. Les termes génériques sans rapport avec le sujet sont à éviter, ainsi que les répétitions de liens vers un même terme.
- Les liens externes sont à placer uniquement dans une section « Liens externes », à la fin de l'article. Ces liens sont à choisir avec parcimonie suivant les règles définies. Si un lien sert de source à l'article, son insertion dans le texte est à faire par les notes de bas de page.
- La présentation des références doit suivre les conventions bibliographiques. Il est recommandé d'utiliser les modèles {{Ouvrage}}, {{Chapitre}}, {{Article}}, {{Lien web}} et/ou {{Bibliographie}}. Le mode d'édition visuel peut mettre en forme automatiquement les références.
- Insérer une infobox (cadre d'informations à droite) n'est pas obligatoire pour parachever la mise en page.

Pour une aide détaillée, merci de consulter Aide:Wikification.
Si vous pensez que ces points ont été résolus, vous pouvez retirer ce bandeau et améliorer la mise en forme d'un autre article.
 (janvier 2025).
Le Programme d'appui stratégique à la recherche scientifique en Côte d'Ivoire, ou PASRES, est un fonds compétitif de financement de la recherche scientifique, fruit de la coopération ivoiro-suisse. Ce programme a été mis en place le 15 juin 2007. Le PASRES est doté d'un capital de cinq milliards de Franc CFA alloué par le Fonds ivoiro-suisse pour le développement économique et social (FISDES). L'agence d'exécution du PASRES est le Centre suisse de recherche scientifique en Côte d'Ivoire (CSRS),.

## Objectifs
Le PASRES a des objectifs stratégiques et spécifiques qui s'inscrivent dans le cadre global des Objectifs de développement durable (ODD),.

### Objectifs stratégiques
Le PASRES lutte pour la réduction de l'extrême pauvreté et de la faim. Contribue à l'amélioration de la santé humaine, participe à la protection de l'environnement et la gestion durable des ressources naturelles.

### Objectifs spécifiques
- La réalisation de projets de recherche-développement de qualité
- L'accroissement du nombre d'étudiants en recherche doctorale
- L'augmentation des travaux postdoctoraux pour la promotion des chercheurs juniors
- Le renforcement des capacités des structures de recherches par des appuis multiformes
- Le renforcement des capacités de formation et d'échange sud/sud et nord/sud
- L'émergence d'un fonds national pour la science

## Partenaires
Université virtuelle de Côte d'Ivoire, Université Nangui-Abrogoua, Université Félix-Houphouët-Boigny, Centre suisse de recherche scientifique en Côte d'Ivoire, Université de Man, Université Péléforo-Gbon-Coulibaly, Université Jean Lorougnon Guédé, Université Alassane Ouattara, Fonds pour la Science, la Technologie et l'Innovation.